# ویل کیت کیلوگ
ویل کیت کیلوگ، (به انگلیسی: Will Keith Kellogg) (زاده ۷ آوریل ۱۸۶۰ - درگذشته ۶ اکتبر ۱۹۵۱) کارآفرین، بازرگان و صنعت‌گر آمریکایی بود، که در سال ۱۹۰۶ شرکت کیلوگ را تأسیس نمود.